# Lillehammerfallet
Lillehammerfallet (hebreiska: פרשת לילהאמר, Parshat Lillehammer, norska: Lillehammer-saken) var ett brottsfall där en norsk kypare med marockansk ursprung, Ahmed Bouchiki (1943–1973), broder till den berömde musikern Chico Bouchiki, sköts till döds av agenter för den israeliska underrättelsetjänsten Mossad i Lillehammer i Norge, den 21 juli 1973.

## Bakgrund
Agenter under täckmantel hade skickats av Israel som en del av "Operation Wrath of God" ("Guds vrede") för att mörda Ali Hassan Salameh, chefen för "Force 17" och agent för Svarta september, en palestinsk militant grupp som utförde Massakern i München 1972. Sommaren 1973 fick Mossad ett tips om att Salameh jobbade som servitör i Lillehammer. Författaren och före detta Mossadhandläggaren Victor Ostrovsky skrev att Salameh var avgörande för att leda Mossad fel, genom att ge dem falsk information om var han befann sig. Ett team på 15 Mossadagenter skickades till Lillehammer för att mörda Salameh. Där fick de sällskap av Mossads generaldirektör Zvi Zamir och operationschefen Michael Harari. Lillehammer var en relativt liten stad, och den plötsliga ankomsten av mer än ett dussin främlingar väckte invånarnas uppmärksamhet. Den lokala polisen började titta på dem.
En känd palestinsk kurir i Lillehammer identifierades och följdes av Mossadagenter till en offentlig simbassäng, där han sågs tala med Bouchikhi, som inte hade någon koppling till palestinska väpnade grupper och vars samtal med kuriren var en tillfällighet. Bouchikhi, som liknade Salameh, visade sig matcha fotografierna av Salameh. En kvinnlig Mossadagent hoppade sedan i poolen och kom tillräckligt nära Bouchikhi för att höra honom prata franska. Agenterna visste att Salameh var flerspråkig och drog slutsatsen att det här måste vara han. Förväxlingen har beskrivits som "en gåta" eftersom Bouchikhi var 25 centimeter kortare än Salameh. Mossadteamet följde efter Bouchikhi till hans hem. Hans bostad sattes under konstant övervakning av Mossad-agenter som satt i hyrbilar.

## Mordet
På kvällen den 21 juli, en dag efter att de hade felidentifierat Bouchikhi som Salameh, utförde Mossadagenterna mordet. Bouchikhi och hans gravida hustru hade gått för att se en film. Efter att ha tagit en buss tillbaka och gått av vid en busshållplats, började de sakta gå tillbaka hem. När de var i närheten av hemmet stannade en bil med fyra Mossadagenter bredvid dem. Medan två stannade kvar i bilen för att ge skydd steg de andra två ut och sköt Bouchikhi 13 gånger med en pistol av 22 kaliber; hans hustru blev vittne till skjutningen. De hoppade sedan tillbaka in i bilen som omedelbart körde iväg i hög hastighet. Lokal polis fanns i närheten, men när polis och räddningstjänst anlände var Bouchikhi död.
Mordet chockade invånarna i Lillehammer, där det inte hade skett ett mord på 36 år. Israelerna fick reda på att de hade dödat fel man efter att berättelsen hade publicerats följande dag. Nio medlemmar av gruppen, inklusive de två faktiska mördarna, flydde och var ute ur Norge dagen efter mordet. Sex andra medlemmar i teamet, fyra män och två kvinnor, greps innan de kunde fly. Två agenter infångades i en flyktbil som de använde igen utan att ha bytt registreringsskyltar, när de försökte ta sig till en flygplats dagen efter mordet. Förhöret av dem ledde till arresteringarna av de återstående medlemmarna i cellen. Avslöjande dokument och nycklarna till ett nätverk av "trygga hus" upptäcktes. Efter gripandet kunde ett nätverk av agenter nystas upp. Sammanlagt deltog 15 Mossadagenter i planeringen och genomförandet av ihjälskjutningen. Av dessa greps sex och fem av dessa dömdes av hovrätten Eidsivating lagmannsrett den 1 februari 1974. 

## Rättegången
Det är inte klarlagt vem det var som sköt Bouchikhi. Vad som är klart är att ingen av de som dömdes i rätten själva hade befunnit sig på brottsplatsen. Medan försvarsadvokaten sade att deras klienter endast spelade mindre roller som att skugga och vidarebefordra information, befanns fem av de sex agenterna skyldiga för en rad olika anklagelser och dömdes för medverkan till mordet, och fick straff från ett år till fem och ett halvt år, men de släpptes och återvände till Israel 1975. Mossad hittade senare Ali Hassan Salameh i Beirut och dödade honom den 22 januari 1979, med en fjärrstyrd bilbomb i en attack som också orsakade att åtta andra personer dog (inklusive fyra av Salamehs livvakter) och 18 andra personer skadades.

## Senare utveckling
Avslöjandena av de tillfångatagna agenterna gav ett massivt slag mot Mossads hemliga infrastruktur i Europa. De tillfångatagna agenterna förhördes angående operationen. En av dem, Dan Arbel, blev extremt nervös så fort hans celldörr stängdes på grund av hans extrema klaustrofobi; han lämnade många detaljer om operationen i utbyte mot att han flyttades till en större cell med ett litet fönster. Myndigheterna upptäckte en nyckel på en av de misstänkta för ett "säkerhetshus" för Mossad i Paris. Den överlämnades till den franska polisen, som slog till mot lägenheten och upptäckte nycklar till andra av Mossads "säkra hus" i staden, tillsammans med bevis på att flera av de inblandade i Lillehammeroperationen hade varit inblandade i andra mord som en del av "Operation Wrath of God". Information om Mossads "säkerhetshus", telefonnummer och agenter som samlats in under förhöret av agenterna delades snabbt med dess europeiska motsvarigheter. Som ett resultat av detta måste Mossadagenter som hade blivit avslöjade återkallas, "säkerhetshus" övergavs, telefonnummer ändrades och operativa metoder modifierades.
För första gången hade tydliga bevis hittats för Israels inblandning i raden av mord på palestinier som hade ägt rum på europeisk mark som en del av "Operation Wrath of God". Under intensivt internationellt tryck beordrade Golda Meir att operationen skulle avbrytas. Den återupptogs under premiärminister Menachem Begin.
Israel tog aldrig officiellt på sig ansvaret för mordet. I januari 1996 sade premiärminister Shimon Peres att Israel aldrig skulle ta på sig ansvaret för mordet men skulle överväga kompensation. Israels regering utsåg en advokat, Amnon Goldenberg, för att förhandla fram en uppgörelse med Bouchikhis änka Torill och dotter Malika, som representerades av advokat Thor-Erik Johansen. Samma månad träffades en överenskommelse; Israel betalade kompensation motsvarande 283 000 dollar fördelat på Bouchikhis fru och dotter. En separat förlikning på 118 000 dollar betalades till en son från ett tidigare äktenskap. Ett israeliskt uttalande utfärdades också som inte innehöll någon ursäkt, men som uttryckte "sorg" över Bouchikhis "olyckliga" död.

## De gripna
- Michael "Mike" Harari
- Ethel Marianne Gladnikoff
- Dan Ærbel
- Abraham Gehmer, alias Leslie Orbaum
- Sylvia Raphael, alias Patricia Lesley Roxburgh
- Victor Zipstein alias Zwi Steinberg
- Michael Dorf
- Gustav Pistauer
- Jean-Luc Sevenier
- Jonathan Isaac Englesberg alias Jonathan Ingleby
- "Tamara" alias "Tamar" alias "Marie"
- Rolf Baehr
- Gerard Lafond
- Raoul Cousin
- Nora Heffner